# گروه ۲۴ مهندسی بعثت
گروه ۲۴ مهندسی بعثت از تیپ‌های مهندسی رزمی نیروی زمینی سپاه پاسداران انقلاب اسلامی و تحت امر قرارگاه کربلا است، که ستاد فرماندهی و پادگان آن در شهر بروجرد، استان لرستان مستقر می‌باشد.
پیشینه شکل‌گیری گروه ۲۴ مهندسی بعثت به سال ۱۳۶۵ در خلال جنگ ایران و عراق بازمی‌گردد، که به‌عنوان یگان زیرمجموعه تیپ ۵۷ حضرت ابوالفضل تأسیس شد. در طول جنگ ۷۰۰ نفر از اعضای این گروه کشته شدند. هم‌اکنون سرتیپ‌دوم پاسدار ایرج مولایی‌راد فرماندهی گروه ۲۴ بعثت را برعهده دارد.